# 2011年度香港小姐競選
2011年度香港小姐競選（第39屆）是電視廣播有限公司舉辦的選美活動，在2011年8月7日於新界將軍澳電視廣播城一號錄影廠舉行。本年度口號為「一一尋夢　美貌與智慧並重」。

## 比賽結果

### 名次
| 最後結果         | 參賽者       |
| ---------------- | ------------ |
| 2011香港小姐冠軍 | - 5號朱晨麗  |
| 亞軍             | - 14號朱希敏 |
| 季軍             | - 3號許芷熒  |
| 第四名           | - 9號麥美恩  |

### 大會獎項
| 獎項         | 參賽者      |
| ------------ | ----------- |
| 最上鏡小姐   | - 3號許芷熒 |
| 國際親善小姐 | - 6號梁麗翹 |

### 贊助商／其他獎項
| 獎項               | 得獎者                                                   |
| ------------------ | -------------------------------------------------------- |
| 最受歡迎大獎       | - 5號朱晨麗                                              |
| 時尚目光獎         | - 5號朱晨麗                                              |
| 歡樂大使獎         | - 5號朱晨麗                                              |
| 旅遊大使獎         | - 6號梁麗翹                                              |
| 亮麗奪目佳麗獎     | - 3號許芷熒                                              |
| 最佳首飾演繹獎     | - 8號蘇文                                                |
| 突出表現佳麗獎     | - 13號蔡慧欣                                             |
| 才藝佳麗獎         | - 2號關曉琳                                              |
| 網上最高人氣佳麗獎 | - 1號甄敏婷、3號許芷熒、5號朱晨麗、7號胡中慧、13號蔡慧欣 |
| 最具冠軍相佳麗獎   | - 3號許芷熒、5號朱晨麗、6號梁麗翹、7號胡中慧、13號蔡慧欣 |

## 參選佳麗
本年度參選佳麗有六位是海外佳麗，分別是甄敏婷（加拿大溫哥華）、關曉琳（加拿大埃德蒙頓）、許芷熒（英國倫敦）、蔡慧欣（英國曼徹斯特）、朱希敏（加拿大多倫多）及梁蔚翎（加拿大多倫多）。
| 編號 | 佳麗名字 | 佳麗名字(英文) | 年齡 | 身高 (英吋) | 三圍              | 職業             |
| ---- | -------- | -------------- | ---- | ----------- | ----------------- | ---------------- |
| 1    | 甄敏婷   | Janey Yan      | 22   | 5'8"        | 32½"–23¼"– 36"    | 學生             |
| 2    | 關曉琳   | Iris Kwan      | 22   | 5'6"        | 32½"– 24¼"- 34½"  | 學生             |
| 3    | 許芷熒   | Whitney Hui    | 22   | 5'4½"       | 35" – 24½"– 34½"  | 學生             |
| 4    | 林慧倩   | Giselle Lam    | 25   | 5'6"        | 33" – 23½" – 35"  | 特約形象設計師   |
| 5    | 朱晨麗   | Rebecca Zhu    | 23   | 5'6¼"       | 34" –23" – 34½"   | 芭蕾舞蹈員       |
| 6    | 梁麗翹   | Nicole Leung   | 26   | 5'6"        | 32¾" – 24" – 35½" | 高級市場推廣主任 |
| 7    | 胡中慧   | Sandy Wu       | 23   | 5'7¾"       | 33½" – 24½" – 35" | 助理客戶服務主任 |
| 8    | 蘇文     | Susan Su       | 26   | 5'5½"       | 32½"– 22½"– 34½"  | 投資銀行經理     |
| 9    | 麥美恩   | Mayanne Mak    | 24   | 5'5"        | 33" – 25" – 35"   | 項目統籌         |
| 10   | 李天縱   | Lena Li        | 24   | 5'3½"       | 34½" – 23½" – 34" | 學生             |
| 11   | 劉思希   | Lisa Lau       | 25   | 5'8½"       | 33½" – 24" – 36"  | 市場總監         |
| 12   | 王冠     | Gwen Wang      | 25   | -           | -                 | 國際證券銷售助理 |
| 13   | 蔡慧欣   | Gemma Choi     | 20   | 5'3"        | 34½"– 23"– 34½"   | 學生             |
| 14   | 朱希敏   | Hyman Chu      | 23   | 5'9¾"       | 33" – 25¼" – 36"  | 節目主持         |
| 15   | 梁蔚翎   | Wyling Leung   | 22   | 5'4"        | 33½" – 23" – 34"  | 學生             |

## 評判、司儀
| 司儀           | 曾志偉、陳百祥、森美                     |
| 大會評判       | 陳豪、周慧敏、馬清揚、王英偉、王守業夫人 |
| 最上鏡小姐評判 | 丁子高、趙式芝、鄭兆良、謝婷婷           |

## 選手紀錄
- 甄敏婷曾參加2010年溫哥華華裔小姐競選，並獲得友誼小姐。
- 朱晨麗曾參加2006年亞洲小姐網絡賽及第三屆水鄉麗人評選活動。
- 劉思希曾參加2009年中華小姐環球大賽，並獲得友誼小姐。
- 朱希敏曾參加2009年多倫多華裔小姐競選，並獲得亮麗美髮獎。

## 節目程序

### 一一尋夢佳麗Show time
十四位佳麗穿著「百花晚裝服」出場，為《2011香港小姐競選》決賽揭開序幕。

### 大會評判
介紹大會評判及最上鏡小姐評判。

### 投票活動
呼籲市民投選2011年度香港小姐競選決賽最受歡迎大獎(即投選你最喜愛的佳麗)。同時亦宣佈「最具冠軍相佳麗」網上投票活動五位最高票數之佳麗，分別為3號許亦妮、5號朱晨麗、6號梁麗翹、7號胡中慧及13號蔡慧欣。

### 野性魅力
穿上「野性魅力服裝」走Catwalk，展現艷麗的一面。

### 宣佈結果
宣佈評判心目中的五強佳麗，按當時公佈次序為：8號蘇文、5號朱晨麗、14號朱希敏、3號許亦妮及9號麥美恩。

### 女強人服裝
佳麗貌美之餘，更是獨當一面的女強人，顯露獨特個性。

### 中古晚禮服
「中古晚禮服」穿在身上，別具高貴的氣質。

### 宣佈八強結果
宣佈其中五位八強佳麗，按當時宣布次序為：09號麥美恩、06號梁麗翹、03號許亦妮、05號朱晨麗、14號朱希敏

### 問答環節
最後八強剩下三個席位，佳麗替其他佳麗解答問題，憑口才取勝，贏得最後三個席位。

### 宣佈結果
播放較早前舉行的時尚目光獎、旅遊大使獎及歡樂大使獎選舉片段及得獎結果。

### 香港小姐八強誕生
宣佈最後三個能入圍八強的佳麗，分別是1號甄敏婷、4號林慧倩及7號胡中慧。
最後八強順序名單：1號甄敏婷、3號許亦妮、4號林慧倩、5號朱晨麗、6號梁麗翹、7號胡中慧、9號麥美恩、14號朱希敏

### 最後八強問答環節
八強佳麗穿上泳裝，回答他們的尖銳問題，盡顯其優秀的應對能力。

### 與家人真情對話
最好的支持，莫過於家人一句鼓勵，他們到現場來送給另一位佳麗與八強佳麗真情對話。

### 最受歡迎大獎誕生
「最受歡迎大獎」由觀眾投票選出，得主為5號朱晨麗。由1999年度香港小姐季軍胡杏兒頒獎。

### 友誼永固
播出佳麗在參選期間點滴的片段。再由最大號碼的佳麗順序將自己所設計、寫上心底話的花板送給另一位佳麗，當中以7號胡中慧及14號朱希敏接收得最多花板。

### 國際親善小姐誕生
6號梁麗翹榮獲國際親善小姐獎項，並由2010年國際親善小姐陳庭欣頒獎。

### 最上鏡小姐誕生
最上鏡小姐由3號許亦妮奪得。由2010年最上鏡小姐李雪瑩頒獎。

### 香港小姐四強誕生
最後四強名單，按當時的宣讀次序為：5號朱晨麗、9號麥美恩、3號許亦妮、14號朱希敏。

### 香港小姐季軍誕生
香港小姐季軍為3號許亦妮。由2010年度香港小姐季軍莊思明進行加冕。

### 香港小姐亞軍誕生
14號朱希敏榮獲香港小姐亞軍獎項，並由2010年度香港小姐亞軍張秀文負責加冕。

### 2010年度香港小姐冠軍陳庭欣出場
陳庭欣、香港小姐標誌和冠軍寶座登場。

### 香港小姐冠軍誕生
香港小姐冠軍由5號朱晨麗奪得。由2010年度香港小姐冠軍陳庭欣進行加冕及移交權杖儀式。

### 2011年度香港小姐冠軍登埸
2011年度香港小姐冠軍朱晨麗繞場一周，接受大家祝福。

## 外部連結
- 2011年度香港小姐競選網頁